# Lengua V2
Una lengua V2 es una lengua en la que los verbos finitos (con flexión de tiempo) de una oración enunciativa deben aparecer en segunda posición en la frase. El alemán y el neerlandés son ejemplos de lenguas V2. 
Esta peculiaridad de las lenguas V2 puede explicarse en el contexto de la gramática generativa postulando que en ellas es obligatorio que la posición de núcleo y especificador del sintagma complementante deben estar obligatoriamente ocupadas, y si no existe ningún complementador específico entonces algunos elementos de la oración deben "ascender" (desplazándose desde su posición sintáctica "normal") hasta ocupar dichas posiciones. En la posición V2 quedará el verbo conjugado y en posición inicial usualmente el sujeto u ocasionalmente otro elemento.

## Hechos sintácticos en lenguas V2
Los siguientes ejemplos relativamente simples de oraciones enunciativas del alemán ilustran las restricciones de orden de las lenguas V2:
(1) Johann kaufte ein Buch.
NProp.NOM comprar.PAS.3SG un.ACC.SG libro.ACC.SG.
'Juan compró un libro'
(2) [Ein Buch] kaufte ich.
Un.ACC.SG libro.ACC.SG comprar.PAS.1SG yo.
'(yo) Compré un libro'
Obsérvese que en estos dos casos en la segunda posición sintáctica aparece un verbo ("ein Buch" aunque son dos palabras forman un único sintagma). La situación es la misma para los auxiliares conjugados según tiempo gramatical, como se observa en estos otros ejemplos:
(3) Simone wird das lesen.
NProp.NOM.SG AUX-FUT-3SG esto.ACC.SG leer.
'Simone leerá esto'
(4) Heute habe ich deine Mutter gesehen.
Hoy AUX-PAS-1SG yo tu-ACC-SG madre-ACC-SG ver-PART-PAS.
'Hoy he visto a tu madre'
Obsérvese que aquí el elemento conjugado vuelve a aparecer en segunda posición aunque el infinitivo lesen y el participio gesehen que no tienen flexión de tiempo permanecen en última posición (de hecho subyacentemente el alemán parece ser una lengua SOV siendo las desviaciones aparentes de esa regla resultado de reglas que requieren "desplazamientos sintácticos" de verbos conjugados y auxiliares).
Para la explicación de estos hechos en gramática generativa se recurre a la existencia de dos sintagmas funcionales especiales: el sintagma de tiempo y el sintagma complementante y a una regla de obligatoriedad de que ciertas posiciones de esos sintagmas estén necesariamente ocupadas, como se ve en la sección siguiente.
El hecho de que el movimiento esté relacionada con el complementante se ve muy claramente cuando se analiza lo que sucede en las oraciones subordinadas, en las que el verbo ya no puede "aparecer" en V2 por estar la posición ocupada ya por el complementante:
(5a) Ich las dieses Buch gestern.
Leí este libro ayer.
(5b) Ich sagte, dass ich gestern dieses Buch las.
He dicho que leí este libro ayer'
En estas oraciones, las ('leí') aparece en segunda posición (V2) en la oración principal, pero en la subordinada, las aparece al final porque el complementante dass impide que "ascienda" hasta esa posición.

## Explicación de la estructura V2
En gramática generativa se postula usualmente que los sintagmas tienen una estructura dada por el esquema de la X-barra por la cual un sintagma posee un núcleo sintáctico, algún complemento sintáctico, algunos adjuntos sintácticos y finalmente un especificador sintáctico. Además las oraciones son generadas con cada uno de los elementos en ciertas posiciones por lo que pueden ser interpretados semánticamente, subsiguientemente y con ciertas restricciones los elementos pueden ser desplazados (a veces opcionalmente a veces obligatoriamente, como sucede en la interrogación) a otras posiciones diferentes de las que permiten la interpretación semántica.
En el caso de muchas lenguas se postula que el esquema básico de posiciones sintácticas del tipo siguiente:

Las lenguas V2 además requieren dos reglas adicionales (que para satisfacerse obligarán a desplazar verbos conjugados, y a la creación de huellas sintácticas de movimiento):
1. La posición de núcleo del sintagma de tiempo debe estar obligatoriamente ocupada (o por un verbo o por la huella dejada por un verbo desplazado a una posición más alta).
2. La posición de núcleo del sintagma complementante debe estar ocupada por un verbo finito, y la posición de especificador debe estar ocupada por algún otro elemento (el sujeto o cualquier otro elemento que pueda ser desplazado a esa posición, sin violar las restricciones de movimiento).

La regla dos permite cierta libertad de elección respecto al elemento que ocupará la primera posición, por lo que existen diversos órdenes alternativos para ciertas oraciones. Si una oración no satisface la regla 1 o 2 anteriores entonces será agramatical (gramaticalmente no aceptable).
En el caso de las oraciones (1) y (2) los árboles sintácticos acordes a la propuesta de la gramática generativa especificada en las reglas anteriores resulta ser:
Donde ti y tj son las "trazas" o "huellas sintácticas" de movimiento dejadas por los movimientos desplazados (que son importantes para la explicación generativista de como se asigna el caso gramatical de acuerdo con la teoría del caso abstracto). Obsérve que el subíndice usado para cada huella coincide con los subíndices usados para los elementos desplazados correspondientes.

## Frecuencia en las lenguas del mundo
El orden sintáctico V2 se asocia usualmente con las lenguas germánicas, si bien el inglés moderno es una excepción, el anglosajón antiguo del que deriva fue una lengua V2. En otras lenguas que han sufrido la influencia de las lenguas germánicas también se aprecia esporádicamente este orden, como en francés antiguo o las lenguas retorrománicas. Fuera de Europa otras lenguas como el kashmir y el pápago también resultan ser lenguas V2. 
Entre las lenguas V2 se distinguen varios subtipos:
- Las lenguas SC-V2 son lenguas como el alemán, el neerlandés o el sueco que permiten el movimiento en la oración principal. El término SC- se refiere aquí a que el movimiento hacia el sintagma complementante (SC)
- Las lenguas ST-V2 son lenguas como el islandés o el yiddish también requieren movimiento en las subordinadas. El término ST- se refiere aquí a que el movimiento hacia el sintagma de tiempo (ST).
- El kashmir constituye otro tipo en el que el movimiento se admite en la cláusula principal, pero no en oraciones de relativo.